# フランソワ・ドヴィエンヌ
フランソワ・ドヴィエンヌ（François Devienne, 1759年1月31日 - 1803年9月5日）は、18世紀フランスの作曲家・木管楽器奏者。パリ音楽院のフルート教授を務めた。

## 生涯
オート＝マルヌ県のジョワンヴィルに、鞍職人の家庭に生まれる。14児の末子であった。地元で聖歌隊員として最初の音楽教育を受ける。1780年にフルートをフェリックス・ロー（Félix Rault）に師事し、ド・ロアン枢機卿の執事に加わる。様々なパリのアンサンブルでソリストや楽団員として演奏活動を始め、フルートやファゴットを演奏、ファゴット奏者としてパリ・オペラ座にも加わっている。作曲家として1790年代にいくつかのオペラで成功し、とりわけ『レ・ヴィジタンディーヌ』（Les visitandines, 1792年）は大成功であった。
ドヴィエンヌはフランス防衛軍軍楽隊の、軍曹の階級を持つ隊員であり、無料音楽学校で軍楽隊の同僚の子女に指導する義務を負わされていた。フランス革命の時期に無料音楽学校が国立音楽学校となり、1795年にパリ音楽院に改組されると、ドヴィエンヌは学校管理者とフルートの教授に任命された。重要なフルート教則本『フルート演奏の理論と実践』（Méthode de Flûte Théorique et Pratique, 1793年）を上梓する。これは何度も版を重ね、18世紀後半におけるフランス吹奏楽の向上に大きく貢献した。他の多くの音楽家と同様、ドヴィエンヌもフリーメイソン入会者であり、（会員の多いオーケストラ）コンセール・ドゥ・ラ・ロージュ・オランピック（Concerts de la Loge Olympique ）の団員であった。
精神を病み、1803年にパリ近郊シャラントンの療養所で亡くなった。
約300曲に上る器楽曲は、ほとんどが管楽器のために作曲されている。10曲ほどのフルート協奏曲と4曲のファゴット協奏曲、吹奏楽のための交響曲、様々な楽器のための三重奏曲や四重奏曲がある。オペラは12曲ある。優雅な旋律様式から、「フランスのモーツァルト」と呼ぶ向きもある。